# Damian Smith
Damian Paul Peter Smith (Brisbane, 1 de febrero de 1969) es un exjugador australiano de rugby que se desempeñaba como wing.

## Selección nacional
Fue convocado a los Wallabies por primera vez en 1993 y jugó con ellos hasta 1998. En total jugó 21 partidos y marcó 10 tries (50 puntos).

## Participaciones en Copas del Mundo
Smith solo disputó una Copa del Mundo: Sudáfrica 1995 donde los Wallabies fueron derrotados por el XV de la Rosa en cuartos de final.
| Mundial                       | Sede      | Resultado        | PJ | Tries |
| ----------------------------- | --------- | ---------------- | -- | ----- |
| Copa Mundial de Rugby de 1995 | Sudáfrica | Cuartos de final | 3  | 2     |